# Luis Alberto de Abreu
Luís Alberto de Abreu (São Bernardo do Campo, 5 de março de 1952) é um dramaturgo, roteirista e professor de dramaturgia brasileiro.

## Biografia
Luís Alberto de Abreu iniciou a carreira como dramaturgo em 1980, após um período de atuação em teatro amador no ABC paulista. Seu primeiro texto, "Foi bom, meu bem?", teve direção de Ewerton de Castro e foi encenado pelo Grupo Mambembe, de São Paulo - esta peça continua a ser encenada em todo o Brasil, por grupos amadores e profissionais. Em 1981 foi levada à cena, sob direção de Ednaldo Freire, a peça "Cala boca já morreu", inspirada no universo operário. O texto de "Bella ciao", escrito em 1982, dirigido por Roberto Vignati e encenado pelo Grupo Arteviva (São Paulo), obteve sucesso de público e de crítica. Até o ano de 2025, sua produção para teatro conta com 60 peças encenadas, dentre as quais destacam-se "O rei do riso”, baseada na vida do ator Francisco Corrêa Vasques e encenada pelo Teatro Popular do Sesi (São Paulo), com direção de Osmar Rodrigues Cruz; "Xica da Silva”, encenada em 1987 pelo Grupo Macunaíma (São Paulo) com direção de Antunes Filho, representou o Brasil na Abertura das Olimpíadas de Seul, Coréia do Sul, em 1988; "A guerra santa", encenada por Gabriel Villela em 1993 abriu o LIFT -93 (London International Festival of Theatre); "O livro de Jó", dramaturgia dirigida por Antonio Araújo e encenada pelo Teatro da Vertigem também em 1993. Em 1994 inaugura, junto à Fraternal Companhia de Arte e Malasartes, o projeto Comédia Popular Brasileira, que levou à cena quatro espetáculos inspirados na commedia dell'arte e nos tipos populares brasileiros: "O parturião", "O anel de Magalão", "Burundanga" e "Sacra Folia". Como dramaturgo da Fraternal Companhia escreveu mais nove textos entre 1997 e 2008, dentre elas "Auto da paixão e da alegria" e "Borandá",  sempre sob direção de Ednaldo Freire. No ano 2000 escreveu "Um trem chamado desejo", encenado pelo Grupo Galpão, de Belo Horizonte, com direção de Chico Pelúcio.
Como roteirista se destacou no cinema com "Kenoma", de 1998 e "Narradores de Javé", de 2000, escritos em parceria com Eliane Caffé, diretora dos filmes. Na Rede Globo de Televisão foi co-roteirista das microsséries "Hoje é Dia de Maria", de 2005, "A Pedra do Reino", de 2006 e "Capitu", de 2008, além de escrever em 2013 o especial "Histórias de Alexandre" - baseado no livro "Alexandre e outros herois", de Graciliano Ramos; colaborar em 2016 no roteiro da novela "Velho Chico" e, em 2022, no roteiro da microssérie "Independências", transmitida pela TV Cultura de São Paulo, todos dirigidos por Luiz Fernando Carvalho.

## Prêmios
O autor recebeu prêmios, como quatro prêmios da Associação Paulista de Críticos de Arte (APCA – 1980, 1982, 1985, 1996), Prêmio Mambembe do Instituto Nacional de Artes Cênicas (1982), Prêmio Molière da Companhia Air France (1982), Prêmio Estímulo de dramaturgia para desenvolver o projeto de pesquisa sobre Comédia Popular Brasileira (1994), Prêmio Mambembe (1995), Prêmio Apetesp (1995), Prêmio Panamco (2002) e Prêmio Shell (2004).